# Lista de redes sociais
Esta é uma lista de redes sociais que possuem verbete na Wikipédia.
| Nome            | Descrição/Foco | Contador de Membros                                      | Registro                        |
| --------------- | --- | -------------------------------------------------------- | ------------------------------- |
| 23snaps         | Uma rede social privada gratuita e serviço de compartilhamento de fotos para famílias. | 500.000                                                  | Aberto                          |
| Academia.edu    | Um site eletrónico para acadêmicos em formato de rede social. | 18.000.000                                               | Aberto                          |
| Amino           | Criação de comunidades sobre temas específicos ou gerais. | 20.000.000                                               | Aberto                          |
| Ask.fm          | Rede social para perguntas e respostas entre seus usuários. | Desconhecido                                             | Aberto                          |
| Badoo           | Voltada para conhecer pessoas e expandir o círculo de amizades. | 237 000 000                                              |                                 |
| Bebo            | Rede social popular na Inglaterra. | 22 000 000                                               | Aberto                          |
| BranchOut       | Um aplicativo do Facebook desenvolvido para encontrar empregos, trabalhar em rede profissionalmente e recrutar funcionários.                                                                      | Desconhecido                                             | Aberto                          |
| Brainly         | Um grupo de redes sociais de aprendizagem para estudantes e educadores. | 40.000.000                                               | Aberto                          |
| Colnect         | Rede social de colecionadores do mundo inteiro. | Desconhecido                                             | Aberto                          |
| CouchSurfing    | Rede social voltada a pessoas que gostam de viajar e de hospedar viajantes em suas casas. | 871 049                                                  | Aberto                          |
| Cyworld         | Coreia do Sul | 15 000 000                                               | Aberto                          |
| Ello            | Rede social virtual anti-publicitária (versão beta). | 1 000 000                                                | Por Convite                     |
| Facebook        | Maior rede social do mundo. | 1 500 000 000                                            | Fechado para menores de 13 anos |
| Fetlife         | que atende pessoas interessadas em BDSM, fetichismo e kink. | 7 159 871                                                | Fechado para menores de 18 anos |
| Filmow          | Rede social com foco em filmes e séries de televisão. | 115 000                                                  | Aberto                          |
| Flickr          | Compartilhamento de fotografias. | 32 000 000                                               | Aberto                          |
| Foursquare      | Rede social e de microblogging com ênfase na geolocalização. | 20 000 000                                               | Aberto                          |
| Friendica       | Rede social descentralizada com ênfase em segurança, privacidade e comunicação com outras redes e serviços.                                                                                       | Desconhecido                                             | Aberto                          |
| Friendster      | Geral | 90 000 000                                               | Aberto                          |
| Gaia Online     | Anime e Jogos. | 23 523 663                                               | Aberto                          |
| GoPets          | Bichos de estimação virtuais. | 500 000                                                  | Aberto                          |
| Hallbook        | Rede Social Brasileira. | 1 000 000                                                | Aberto                          |
| Hello           | Conectar pessoas que se identificam de forma profunda. |                                                          | Aberto                          |
| Hi5             | Geral | 80 000 000                                               | Aberto                          |
| IBM Connections | Um aplicativo de software social corporativo da Web 2.0 desenvolvido pela IBM para fornecer ferramentas de rede social online para pessoas associadas a uma empresa.                              | Desconhecido                                             | Para empresas                   |
| imeem           | Instant messaging. | Desconhecido                                             | Aberto                          |
| Instagram       | Compartilhamento de vídeos e fotografias. | 300 000 000                                              | Aberto para maiores de 13 anos  |
| Last.fm         | Rede social voltada para a música. Forte presença brasileira (mais de 30.000 usuários se declaram brasileiros).[carece de fontes?]                                                                | 30 000 000                                               | Aberto para maiores de 13 anos  |
| LinkedIn        | Rede social profissional e banco de currículos online. | 500 000 000                                              | Fechado para menores de 13 anos |
| LiveJournal     | Rede social de uma comunidade virtual.[carece de fontes?] | 10 921 263                                               | Aberto                          |
| Menéame         | Rede social e agregador de notícias |                                                          | Aberto                          |
| Mingle          | Geral | Desconhecido                                             | Por convite                     |
| Mixi            | Apenas em japonês. | 5 000 000                                                | Por Convite                     |
| Moodle          | Uma rede social de criação de cursos online, página de disciplinas, grupos de trabalho e comunidades de aprendizagem.                                                                             | Desconhecido                                             | Aberto                          |
| MyHeritage      | Pesquisa e catalogação de dados familiares. Originária de Israel. |                                                          | Aberto                          |
| MySpace         | Geral | 30 000 000                                               | Aberto                          |
| Netlog          | Rede Social voltada para jovens adultos europeus, de idades entre 14 e 24 anos. | 36 000 000                                               | Aberto                          |
| Odnoklassniki   | Rede social para conectar-se com velhos colegas de classe. Popular na Rússia e nas ex-repúblicas soviéticas.                                                                                      | 200 000 000                                              | Aberto                          |
| Palco Principal | Rede social de música. | 100 000                                                  | Aberto                          |
| Purevolume      | Estados Unidos da América | 1 000 000 de redes sociais criadas com a plataforma NING | Aberto                          |
| ResearchGate    | Uma rede social para profissionais da área da ciência e pesquisadores, sendo uma das maiores neste campo.                                                                                         | 1.000.000                                                | Aberto                          |
| ShareTheMusic   | Plataforma virtual para a troca legal e gratuita de música. | Desconhecido                                             | Aberto                          |
| Skoob           | Rede social colaborativa para leitores brasileiros. | 572 000                                                  | Aberto                          |
| Skyscrapercity  | Rede Social para discussão de temas. | 572 000                                                  | Aberto                          |
| Sonico          | Possui Fórum/Galeria. Site de relacionamento voltado para os povos de língua portuguesa, espanhola e inglesa.                                                                                     | 43 660 000                                               | Aberto                          |
| Stayfilm        | Rede social que permite a produção e compartilhamento de filmes com fotos e vídeos do usuário. Produção automática online com trilha sonora, efeitos e qualidade de cinema.                       | &0000000000065000.000000                                 | Aberto                          |
| Tal Canal       | Rede social portuguesa |                                                          | Aberto                          |
| Tumblr          | Rede social (Microblogging). | 226 950 000                                              | Aberto                          |
| TikTok          | Rede social de microblogging de vídeos |                                                          | Aberto                          |
| Viva Engage     | Rede social corporativa da Microsoft. Anteriormente conhecida como Yammer | Desconhecido                                             | Para Empresas                   |
| VK              | Rede social Russa | 249 409 900                                              | Aberto                          |
| Wallop          | Rede social da Microsoft | Desconhecido                                             | Por convite                     |
| Waze            | Rede social colaborativa, permite compartilhar informações sobre transito, baseada em localização geográfica.                                                                                     | 226 950 000                                              | Aberto                          |
| Whisper         | Um software proprietário, com aplicativo móvel no Android e iOS. É uma forma de mídia social anônima, permitindo que os usuários publiquem e compartilhem mensagens de foto e vídeo anonimamente. | Desconhecido                                             | Aberto                          |
| WT:Social       | Rede social | 200 000                                                  | Aberto                          |
| X               | Rede social de microblogging. Anteriormente conhecida como Twitter. | 645 750 000                                              | Aberto                          |
| Xiaohongshu     | Microblogging de vídeos e fotografias. Também conhecida como REDnote. |                                                          | Aberto                          |
| Xanga           | Um site que hospeda blogs, fotologs e perfis de redes sociais. É operado pela Xanga.com, Inc. | Desconhecido                                             | Aberto                          |
| Yo              | Um aplicativo móvel social para iOS, Android e anteriormente também para Windows Phone. | Desconhecido                                             | Aberto                          |
| YuBliss         | Rede social para auto-avaliação através de mitos modernos e histórias. | Desconhecido                                             | Aberto                          |